# Suthora nipalensis
A Suthora nipalensis a verébalakúak (Passeriformes) rendjébe, ezen belül az óvilági poszátafélék (Sylviidae) családjába tartozó, 12 centiméter hosszú madárfaj. Bhután, India, Kína, Laosz, Mianmar, Nepál, Thaiföld és Vietnám nedves hegyi bambusz- és más örökzöld erdeiben él. Rügyekkel, magokkal, rovarokkal táplálkozik. Márciustól júliusig költ.

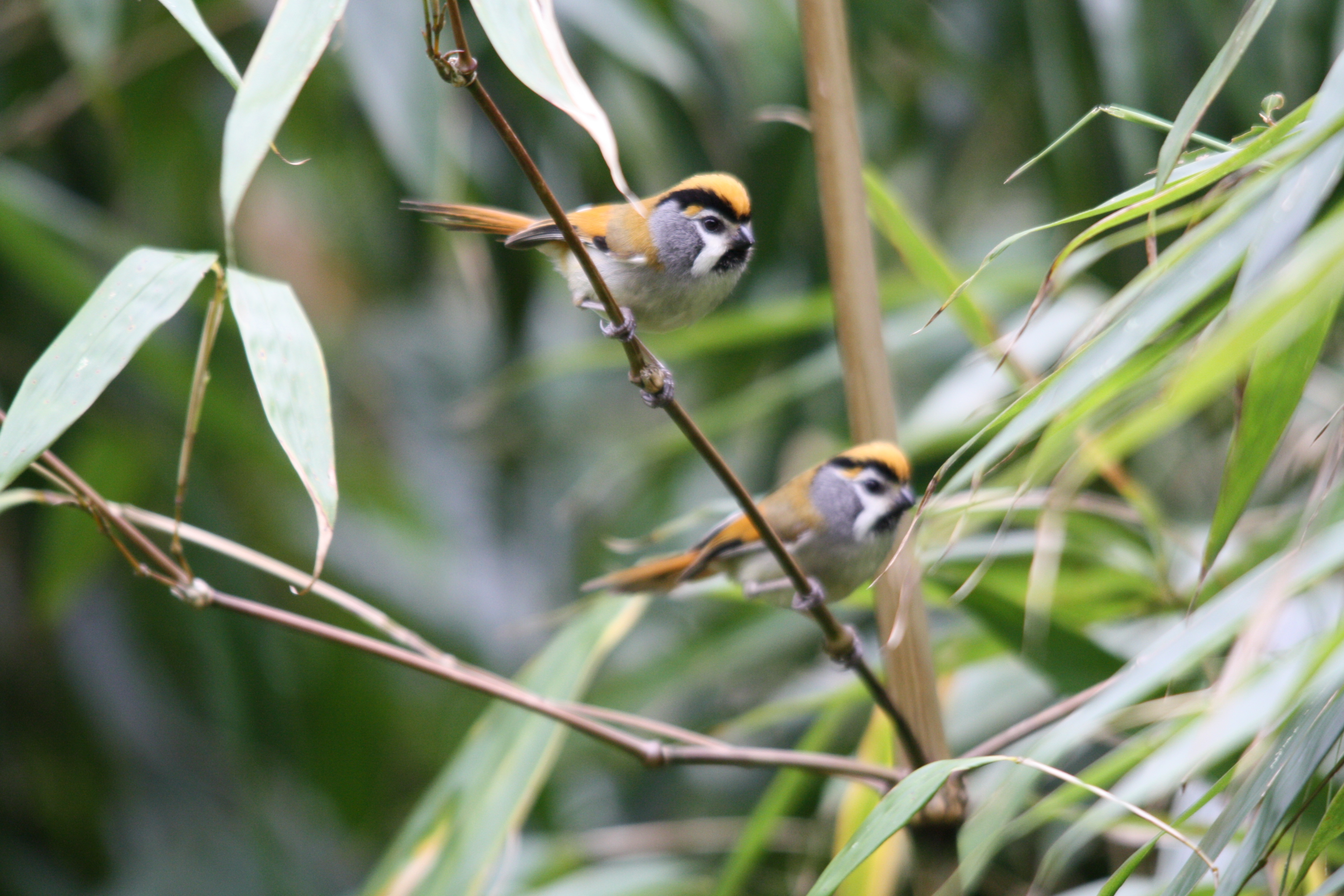
Suthora nipalensis poliotis

## Alfajai
- S. n. garhwalensis (R. L. Fleming & Traylor, 1964) – észak-India;
- S. n. nipalensis (Hodgson, 1837) – Nepál nyugati és középső része;
- S. n. humii (Sharpe, 1883) – kelet-Nepáltól nyugat-Bhutánig;
- S. n. crocotius (Kinnear, 1954) – kelet-Bhután, északkelet-India;
- S. n. poliotis (Blyth, 1851) – északkelet-India, észak-Mianmar, dél-Kína;
- S. n. patriciae (Koelz, 1954) – északkelet-India (Mizoram tartomány);
- S. n. ripponi (Sharpe, 1905) – nyugat-Mianmar;
- S. n. feae (Salvadori, 1889) – kelet- és dél-Mianmar, nyugat- és északnyugat-Thaiföld;
- S. n. beaulieui (Ripley, 1953) – északkelet-Thaiföld, Laosz északi és középső része, észak-Vietnám;
- S. n. kamoli (Eames, 2002) – Vietnám középső része, dél-Laosz keleti része.

## Fordítás
- Ez a szócikk részben vagy egészben  a   Black-throated parrotbill című angol Wikipédia-szócikk fordításán alapul.  Az eredeti cikk szerkesztőit annak laptörténete sorolja fel. Ez a jelzés csupán a megfogalmazás eredetét és a szerzői jogokat jelzi, nem szolgál a cikkben szereplő információk forrásmegjelöléseként.